# 포르쉐 911
포르쉐 911(영어: Porsche 911 or Nine Eleven)은 독일의 자동차 제조사인 포르쉐가 제조하고 판매하는 RR 스포츠카다.
356의 후속 모델로 1964년에 첫 출시하여 현재도 생산 중인 장수 스포츠카 차종으로, 포르쉐를 상징하는 차종이다. 시트 배치는 2인승이고, 뒤에 있는 시트는 보조석이기 때문에 2+2 배열이다.
세기의 자동차를 결정하기 위한 1999년 여론 조사에서 911은 5위를 차지하였다.

## 911의 변천사
- 911 : 1963~1989
- 964 : 1989~1994
- 993 : 1995~1998
- 996 : 1999~2004
- 997 : 2005~2011
- 991 : 2012~2019
- 992 : 2020~현재

## 공랭식 엔진시대

### 911 Classic(1~2세대)

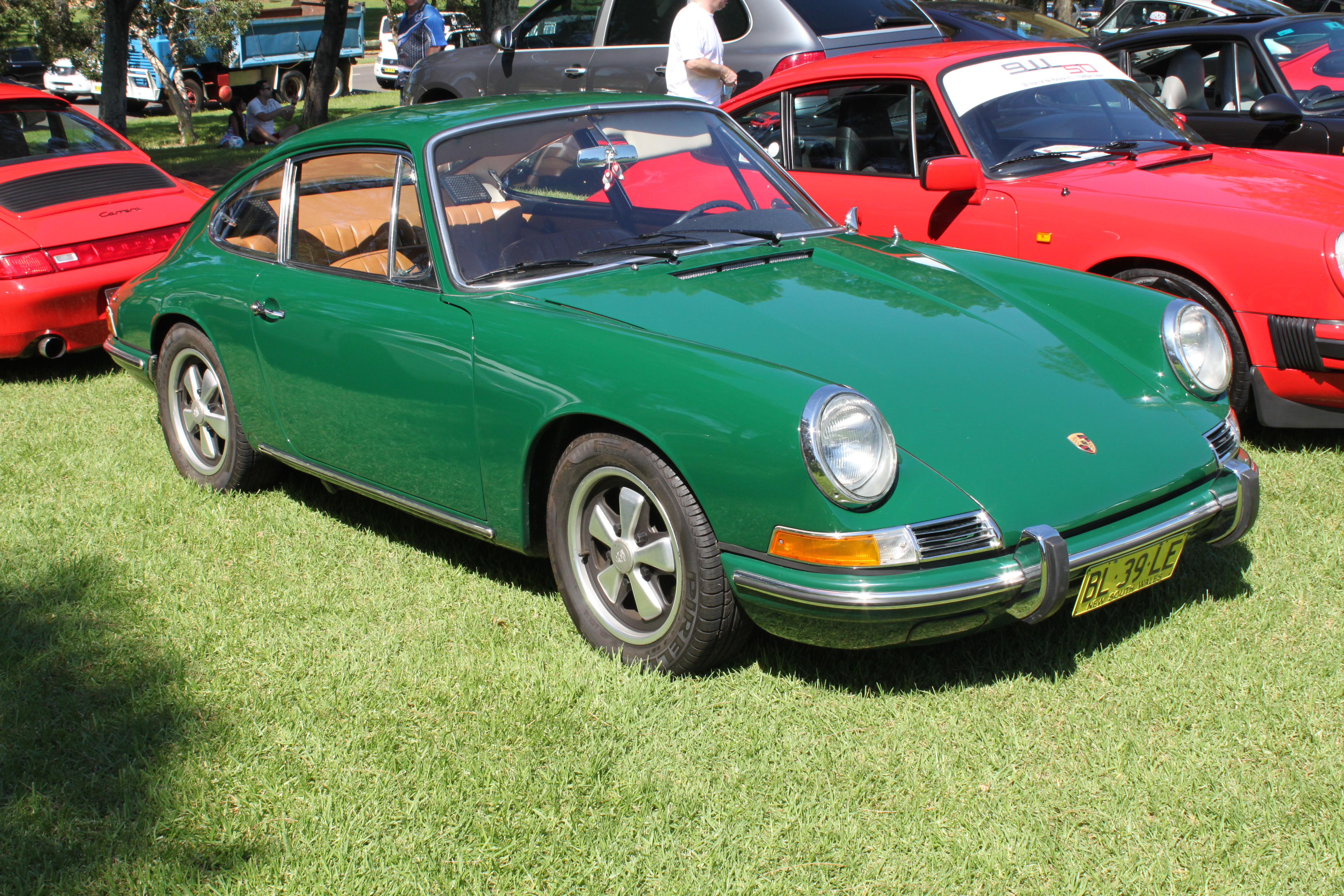
포르쉐 911 클래식 쿠페 정측면

1959년에 356을 대체할 스포츠카의 개발을 시작했다. 1963년에 프랑크푸르트 모터쇼를 통해 데뷔했으며, 출시 전 이름을 두고 푸조와 논란이 있었는데, 애초에 포르쉐 측에서 네이밍을 901로 하기로 결정했으나, 푸조 측에서 중간에 "0"을 붙이는 것이 자기네 방식이라고 우기면서 하는 수 없이 차명이 "911"로 개명되어 이듬해인 1964년에 본격적인 판매를 시작하였다. 911은 이전 세대인 356처럼 엔진을 뒤에 장착하였으며, 이러한 방식은 지금의 911까지 이어지고 있다. 개발 단계부터 페르디난트 포르셰의 아들인 페리 포르셰와 그 아들 부치 포르셰가 개발 및 디자인을 맡아 완성하였다. 전형적인 2+2 시트 배열을 가진 스포츠카로, 356보다 더욱 크고 넓다. 수평대향식 6기통 2.0L 공랭식 130마력 가솔린 엔진을 뒤에 장착하였다. 1966년에는 스테인레스 스틸 롤 바와 톱을 사용한 '타르가'가 등장하였으며, 1967년부터는 4단 세미오토 변속기인 스포트매틱을 얹었다.

#### 911 Carrera RS(1973~1974)
1973년에 출시된 RS는 독일어인 "RennSport"의 약자를 의미한다. 원래는 500대 한정판매하려다가 1,500대나 만들어졌다. 표준 911S에 비해 더 큰 엔진인 2,687cc SOHC 210마력 엔진을 장착했고, 무게도 1,075kg으로 RS 투어링에 비해 100kg나 경량화되어, 최고속도 245km/h를 자랑한다. 또한, 앞과 뒤 타이어 사이즈를 다르게 장착한 최초의 911로도 꼽힌다. 이후, 카레라 2.8 RSR의 탄생에 밑거름이 되었으며, 오늘날 판매 중인 카레라 라인업의 시조이며, '카레라'라는 명칭도 이 때부터 쓰이기 시작했다. '카레라'는 스페인어로 '레이스'를 뜻한다.

#### 911 & 911S 2.7
1966년에 출시되었으며, 훅스(Fuchs) 디자인의 알로이 휠과 수평대향식 6기통 2.0L 160마력 엔진을 올리는 동시에 앞 차축을 개선하여 큰 호응을 얻었다. 또한, 1973년에는 2,687cc SOHC 150마력과 175마력 엔진을 장착한 2.7도 출시되었다.

#### Carrera 3.2(1984~1989)
1983년에 출시되었으며, SC를 대체하는 모델이다. 수평대향식 6기통 3.2L 231마력 엔진을 얹었으며, 제로백 5.4초, 최고속도 242km/h의 성능을 자랑했다. 1989년까지 생산되었다.

### 964 시리즈(3세대)

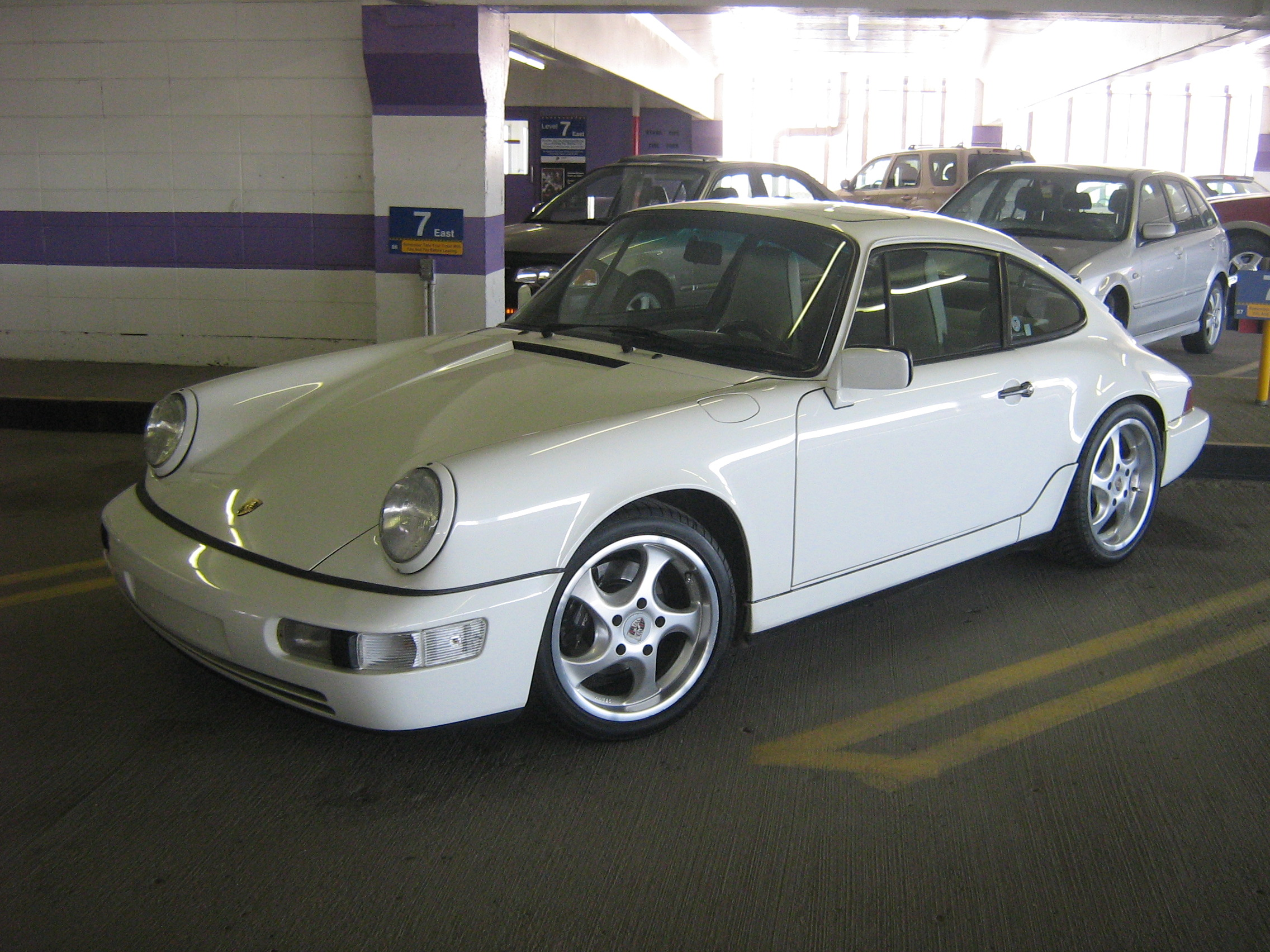
포르쉐 964 카레라 쿠페 정측면

1984년에 내부적으로 911 후속의 프로젝트명으로 코드네임을 964와 965로 정했다. 1988년에 911 G 시리즈의 후속으로 파리모터쇼를 통해 등장한 964는 최초로 일체형 범퍼를 장착했으며, 팬더를 부풀렸다. 911 역사상 처음으로 4륜구동 시스템을 적용하였는데, 이는 포르쉐 959로부터 이어받은 장비이다. 이전 세대에 비해 85% 가까이 바뀌었으며, 맥퍼슨 스트럿 서스펜션과 전자식 리어스포일러, ABS 브레이크, 파워스티어링, 듀얼에어백이 처음으로 적용되었다. 수평대향식 6기통 3.6L 가솔린 엔진은 최고출력 227마력, 최대토크 310Nm의 파워를 냈으며, 여기에 팁트로닉 자동변속기와 6단 수동변속기 중 하나를 선택할 수 있다. 제로백 5.5초, 최고속도는 261km/h에 달했다. 1994년 단종 직전까지 총 62,172대가 팔렸다. 가수이자 레이서인 김진표의 애마이기도 했으며, 해당 차량은 911 탄생 30주년으로 911대 한정 판매되었던 쥬빌리 모델이다.

#### 964터보(1990~1994)

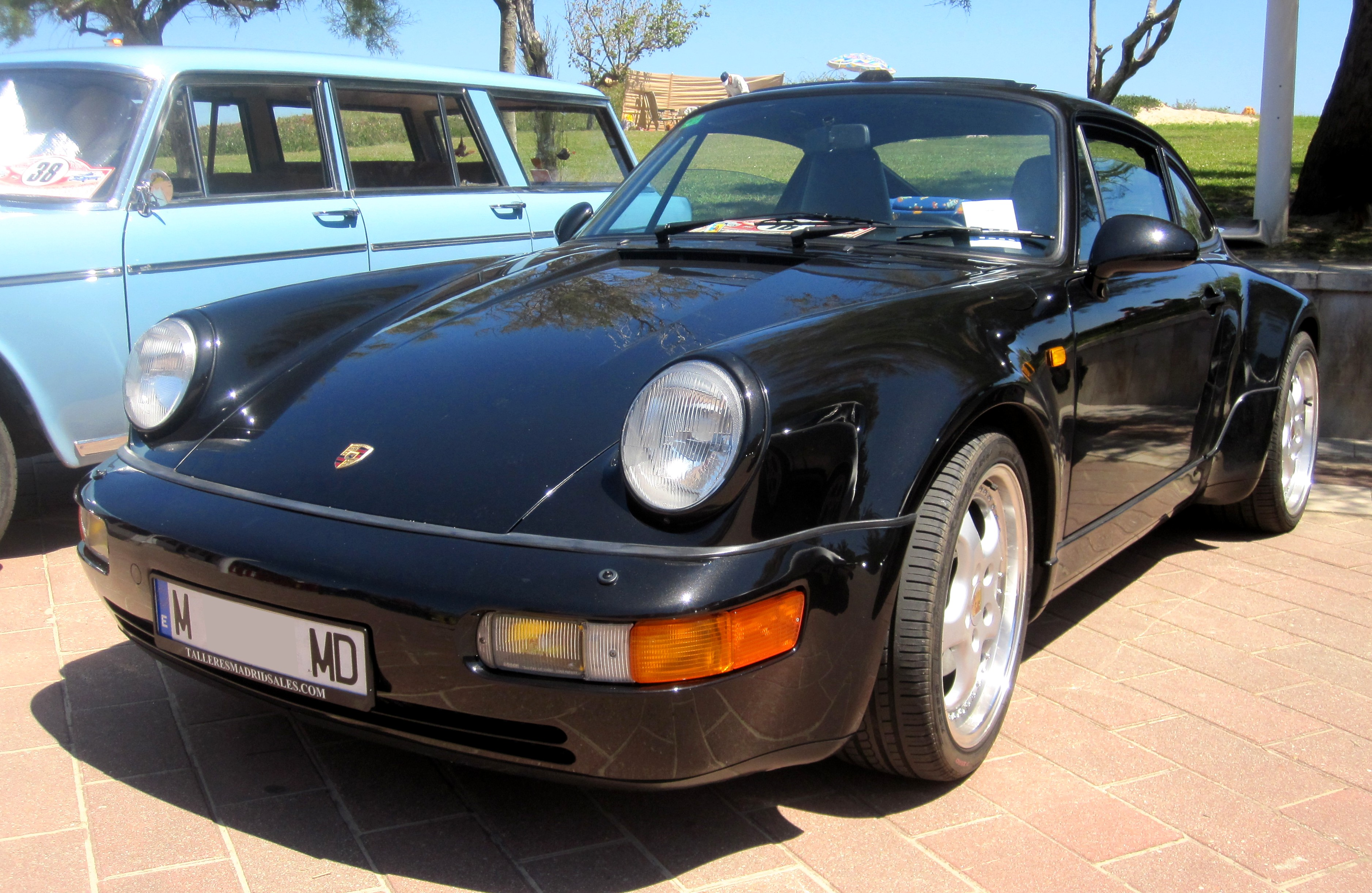
포르쉐 964 터보 정측면

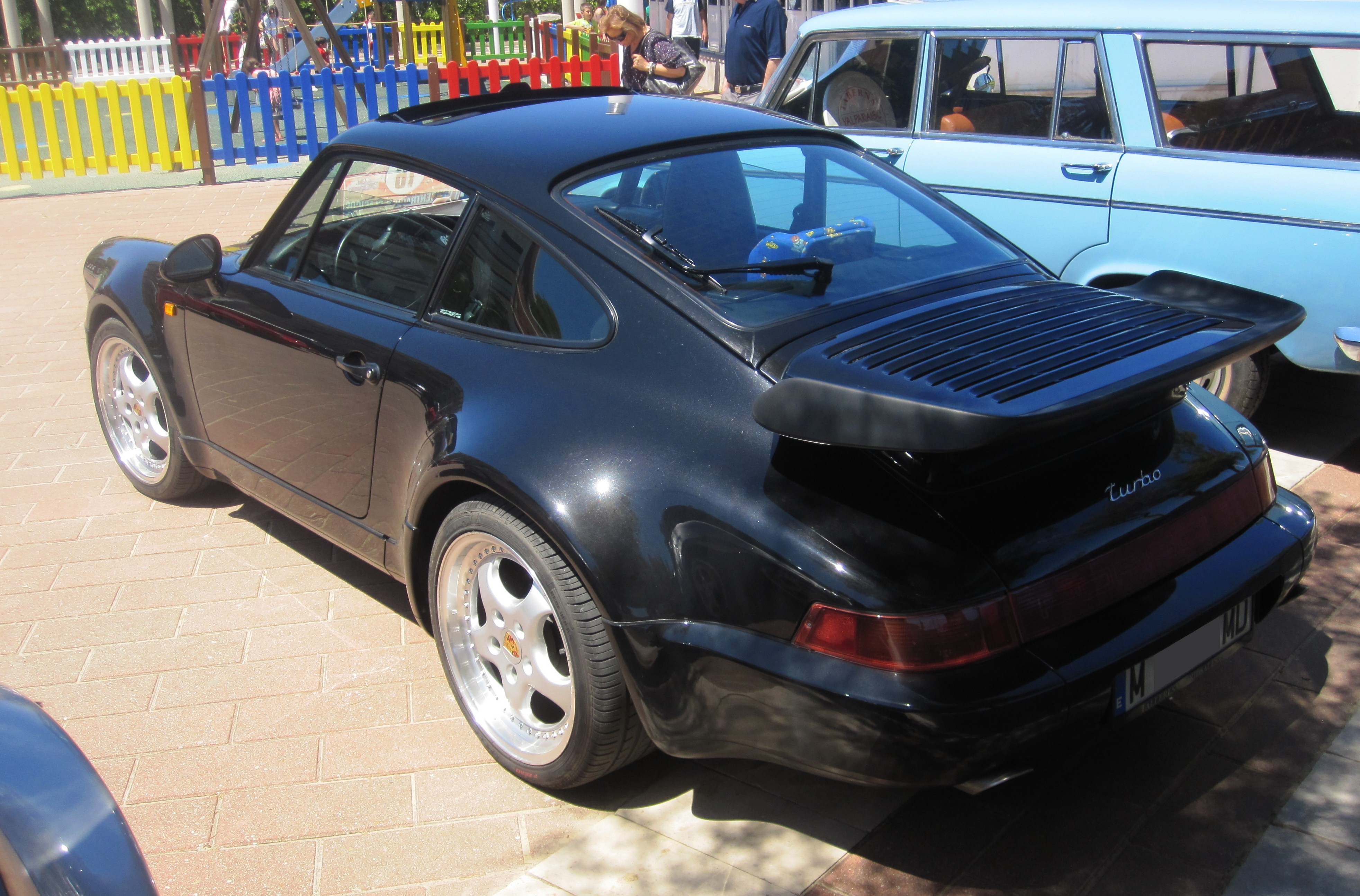
포르쉐 964 터보 후측면

1990년에 제네바모터쇼를 통해 데뷔했다. 초기 모델은 내구성을 검증받은 구형 3.3L 터보 엔진을 장착, 최고출력은 320마력이었다. 1992년에는 배기량이 3.6L로 오르면서 최고출력도 360마력으로 향상되었다.

### 993 시리즈(4세대)

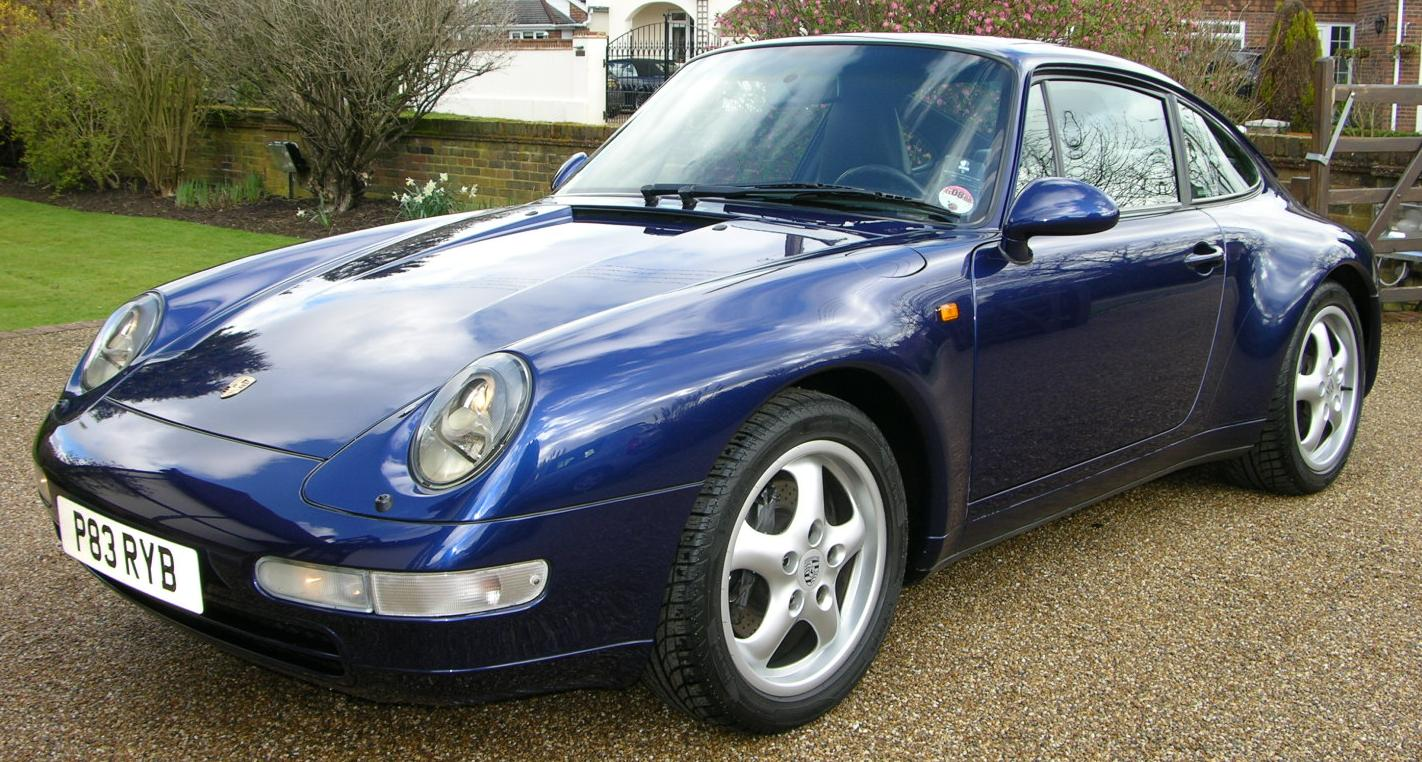
포르쉐 993 카레라 쿠페 정측면

공랭식 수평대향 엔진을 얹은 마지막 911은 1993년에 선보인 993인데, 선대 모델인 964에 비해 크게 달라지지 않았으며, 도어를 그대로 쓸 정도로 대부분의 부품을 공유한다. 차체 강성도 뛰어났고, 엔진과 드라이브 트레인, 트랜스미션을 강화하였다. 수평대향식 6기통 3.6L 엔진은 272마력으로 크게 상승하였고, 최고속도도 267km/h로 향상되었다. 1995년에는 타르가가 새로운 모습으로 데뷔했으며, 글라스 패널 전체가 뒤로 미끄러지는 타입으로 바뀌었다. 또한, 터보의 와이드 바디와 브레이크 시스템을 이용한 4륜구동 모델인 카레라 4S도 이 때 선보였다. 1996년에는 가변식 인테이크 시스템인 바리오 램(Vario-Ram)을 써 최고출력은 285마력까지 높아졌다. 비스커스 커플링 방식으로 네비퀴굴림의 구조를 단순 구조로 바꾸어 카레라 4와 카레라의 무게차이도 50kg로 줄었다. 1997년에 후속모델인 996의 등장으로 인하여 단종되었으며, 911 세대 중 마지막 공랭식 엔진을 사용한 세대이기도 하다. 여전히 포르쉐 수집가들 사이에서 대단한 사랑을 받고 있으며, 여전히 수집 대상으로 자리하고 있다.

#### 993터보(1995~1997)

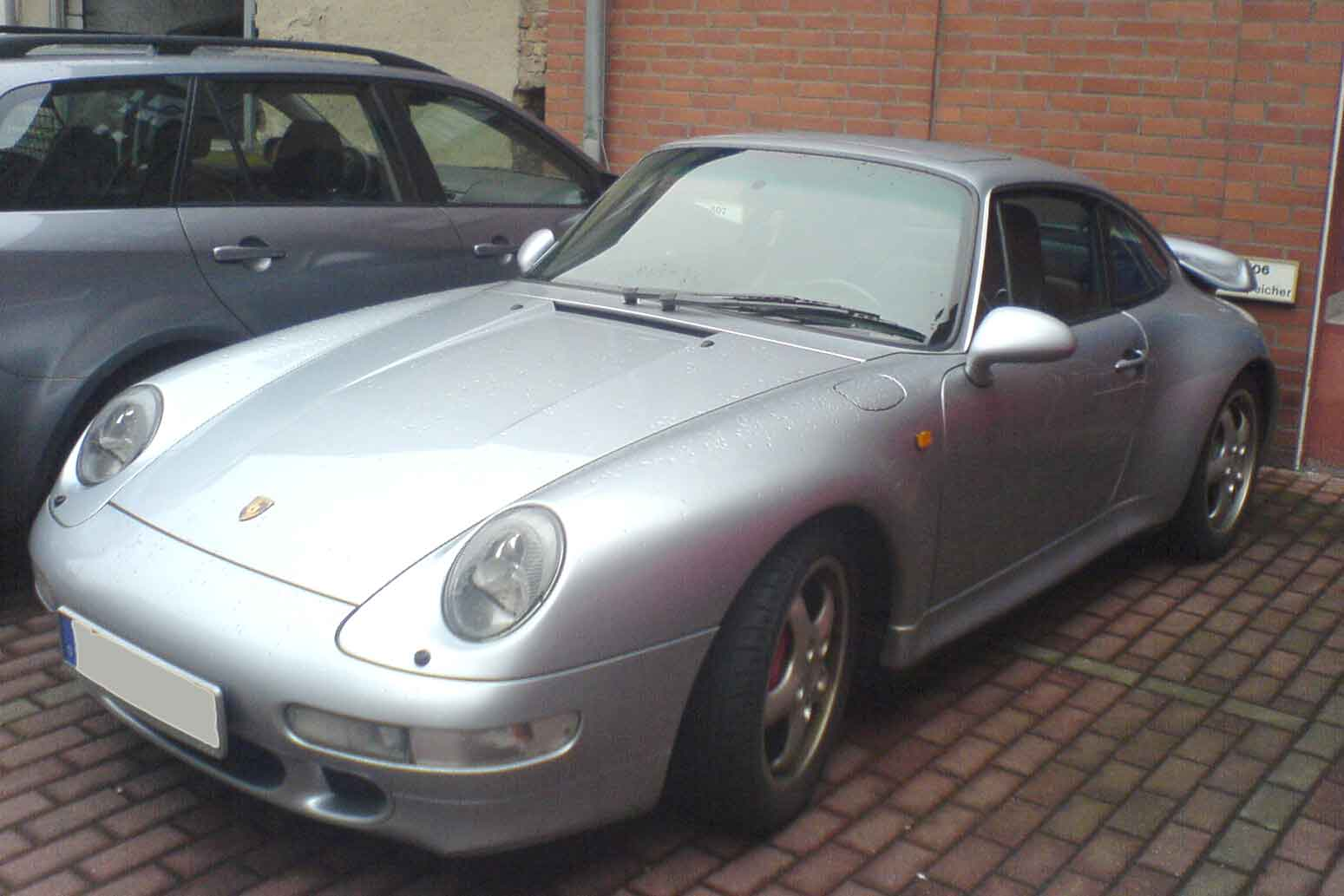
포르쉐 993 터보 정측면

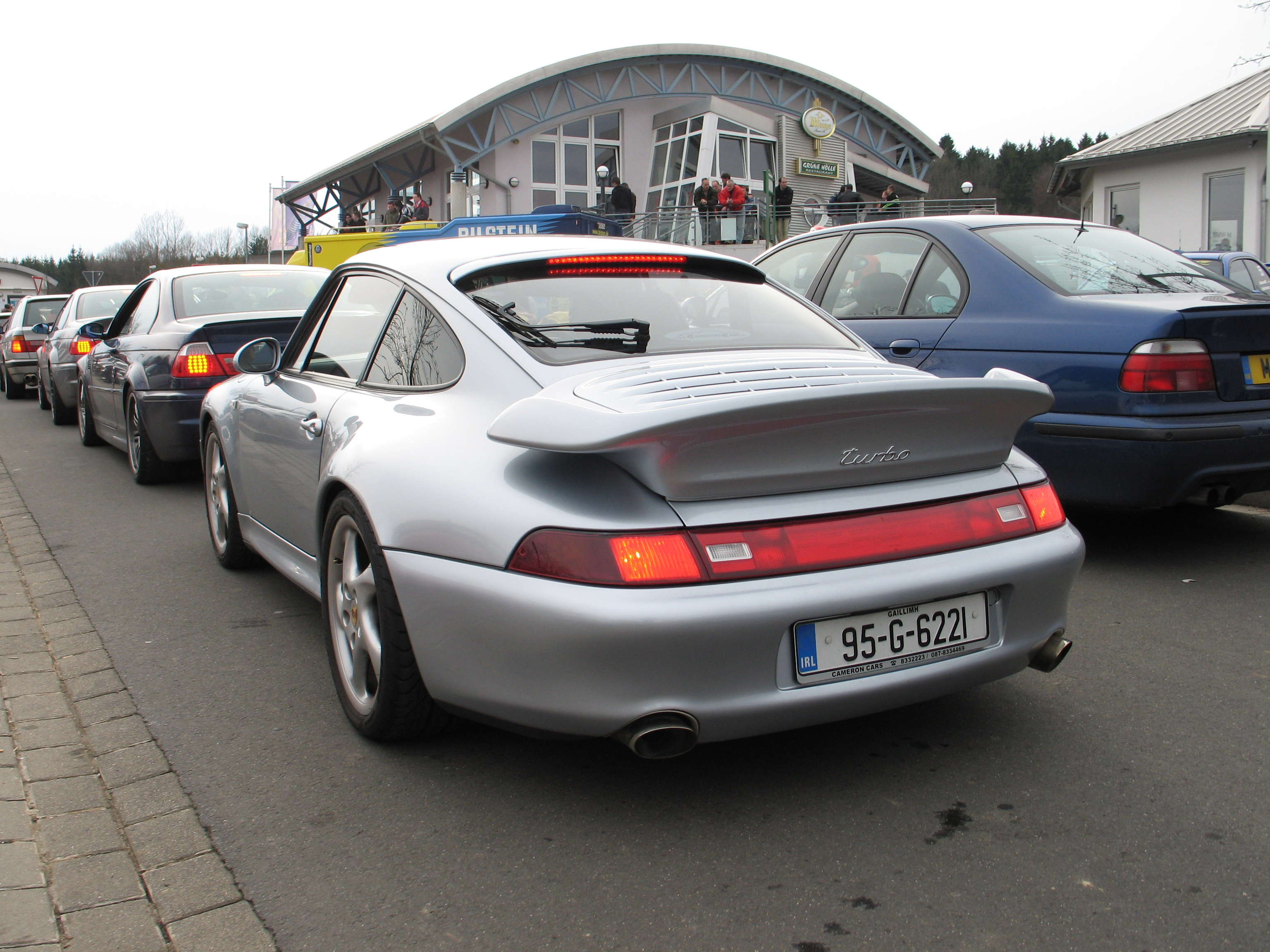
포르쉐 993 터보 후측면

1995년에 데뷔한 993 터보는 역대 911 중 처음으로 트윈터보를 장착, 최고출력 408마력이라는 폭발적인 성능을 자랑했다.
959가 단종된 지 6년 만에 포르쉐에 다시 한 번 트윈터보 엔진을 장착하는 계기를 마련한 것에 의의를 두고 있다. 1997년에는 터보 S가 한정 생산되었는데,
최고출력 432마력으로 911 라인업 중 가장 강력한 성능을 냈다.

## 수냉식 엔진 시대

### 996 시리즈(5세대)

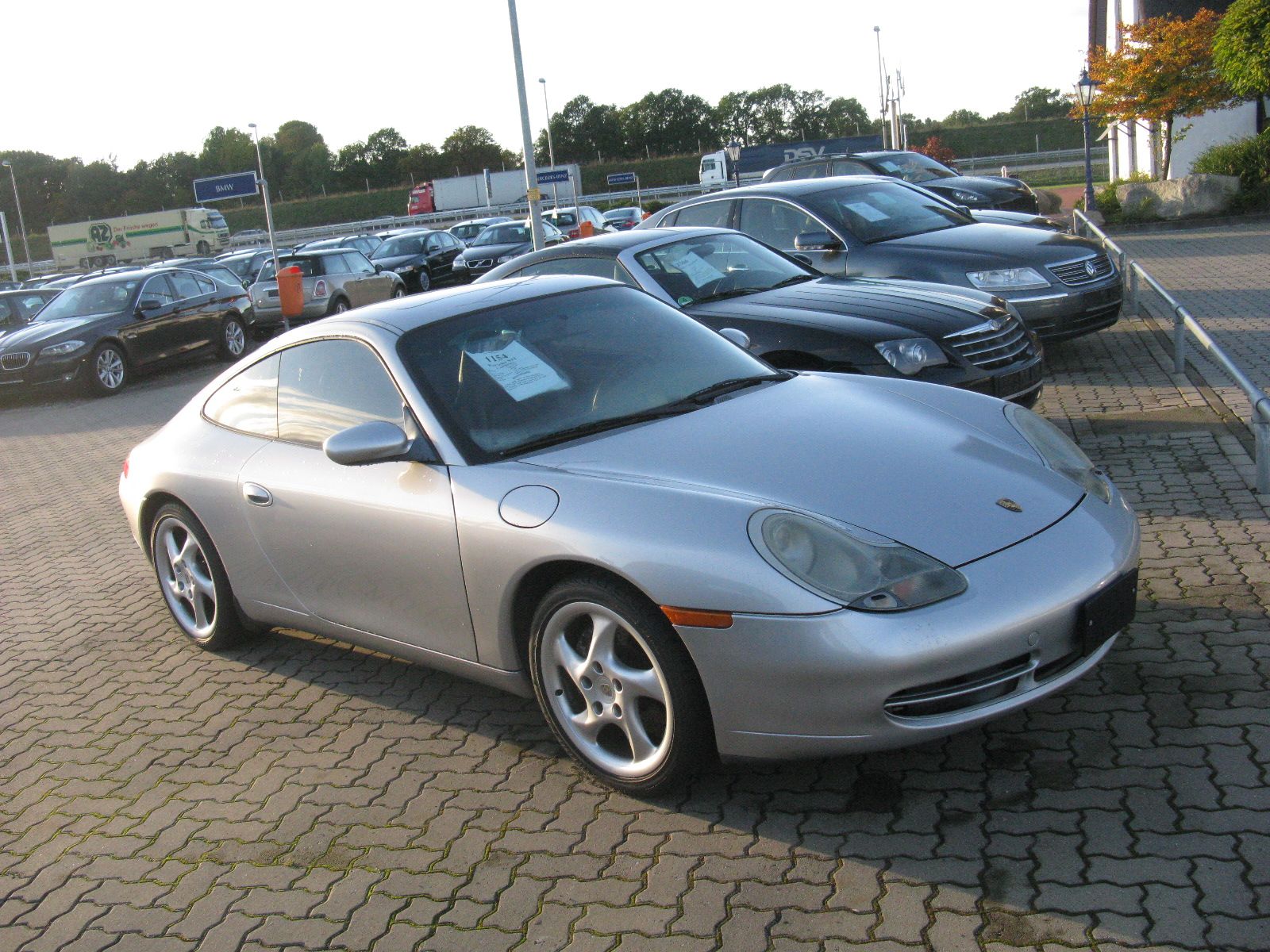
포르쉐 996 카레라 쿠페 정측면

1997년에 데뷔한 996은 911 역사의 중요한 전환점이 되는 모델이었다. 박스터 컨셉트와 356 카브리올레 등의 여러 모델에서 포르쉐 만의 향기를 뽑아 재구성되었다. 방향 지시등이 내장된 프론트 헤드라이트는 역대 포르쉐 중 신선한 분위기를 이끄는 데 성공했으나, 골수 911 팬들에게 외면받았다. 박스터와의 부품이 공유가 되고, 헤드라이트와 윈드쉴드를 눕힌 모습으로 설계하여 공기저항 계수가 0.33에서 0.3으로 개선되었다. 뼈대, 서스펜션, 스티어링 모두 새로이 만들었으며, 911의 상징인 공랭식 수평대향 엔진은 배출가스 규제와 강력해지는 라이벌을 의식하여 수냉식 수평대향 엔진으로 변경됐다. 이로 인해 공랭식에 익숙했던 골수 911 팬들에게는 수냉식 엔진은 낯선 존재나 다름없었다. 수평대향식 4밸브 엔진은 3.6L에서 3.2L로 배기량을 낮췄고, 그럼에도 불구하고 300마력으로 출력이 향상되었다. 가변식 밸브인 바리오캠을 추가, 배기가스 수치, 소음 연비 면에서 크게 이득을 얻어냈다. 1999년에는 4륜구동인 카레라 4가 추가되어 PSM(Porsche Stability Management) 등 첨단 전자장비가 대거 투입되었다. 대한민국에는 1998년부터 한성자동차를 통해 정식 수입되었으며, 2004년까지 판매되었다.

### 997시리즈(5세대)

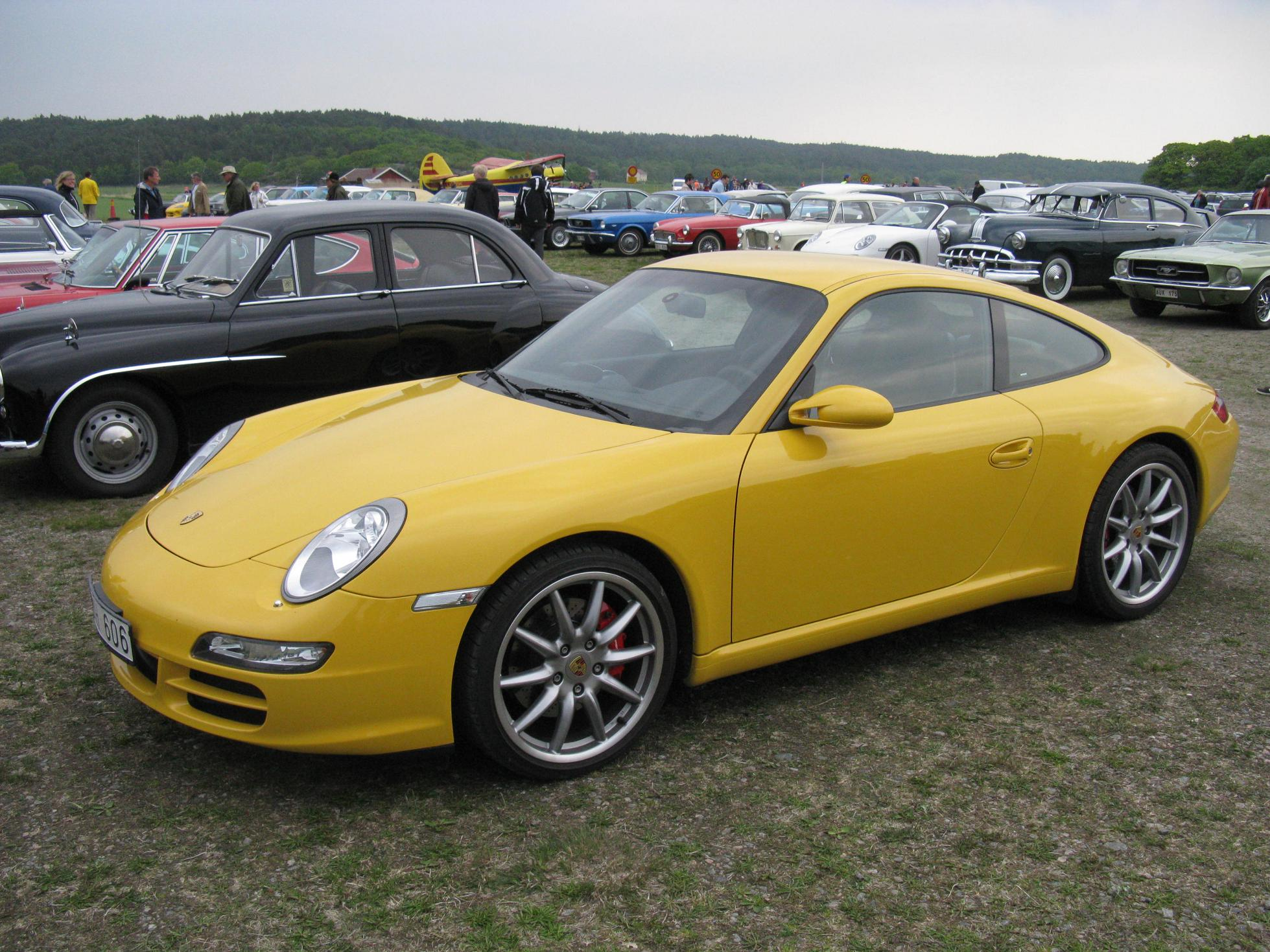
포르쉐 997 카레라 S 쿠페 정측면

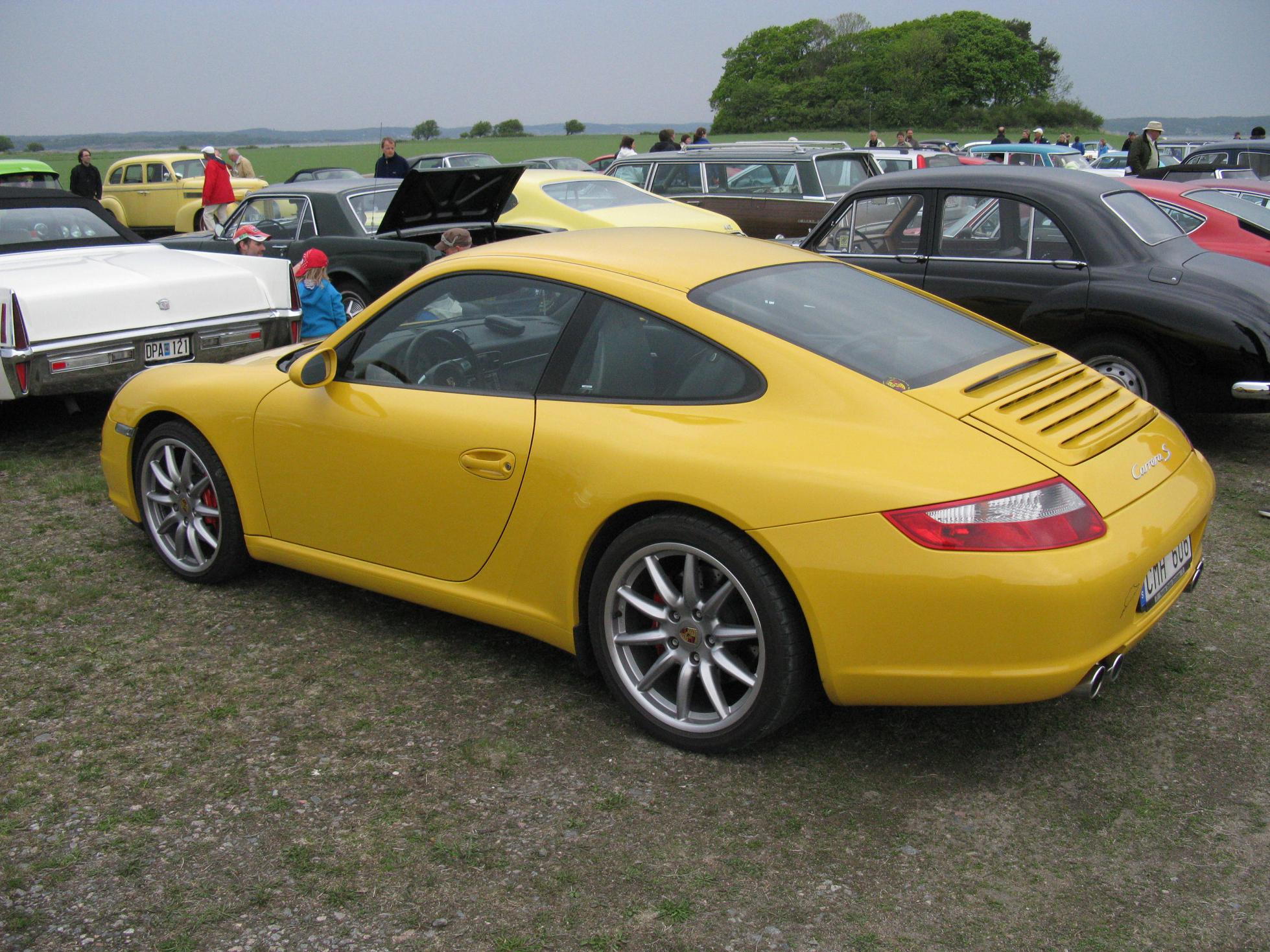
포르쉐 997 카레라 S 쿠페 후측면

2005년에 첫 선을 보인 997은 포르쉐가 얼마나 고객의 소리에 귀를 기울이는 브랜드인지 분명히 보여준 세대이다. 사슴 눈이라 불렸던 996의 헤드 램프를 버리고, 전통적인 원형 헤드 램프로 돌아서면서 오리지널 911 오너들로부터 환영받았다. 실내의 감성적인 부분이 크게 달라졌으며, 가죽으로 실내를 마감하여 고급스러운 분위기로 전환되었다. 수평대향식 6기통 3.6L 엔진은 최고출력 325마력으로 이전보다 10마력 높은 출력을 냈고, 배기량을 3.8L로 키운 카레라 S의 엔진은 355마력이라는 최고출력을 냈다. 여기에 포르쉐 액티브 서스펜션 매니지먼트(PASM)를 새로 투입해서 이전보다 날렵한 주행성능을 보여주었다. 2008년에 페이스 리프트를 거쳐 가솔린 직분사 시스템(DFI)과 듀얼 클러치 방식의 PDK(Porsche Doppelkupplung) 변속기를 장착하여 효율과 동력성능을 높였고, 기본형조차 드라이 섬프 방식의 오일 순환계를 사용, 최적의 연료를 실린더로 직분사하면서 카레라와 카레라 S는 각각 345마력과 385마력으로 출력을 끌어올렸다. 성공적인 변신에 힘입어, 스피드스터, 타르가, 컨버터블, 카레라 4/4S, 터보, GTS, 스페셜 에디션 등 24가지의 라인업을 갖추었으며, 2012년까지 판매되었다. 대한민국에는 2005년 7월에 공식 딜러사인 스투트가르트 스포츠카의 출범과 함께 정식 수입되었으며, 2012년까지 판매되었다.

#### 997 터보(2006~2012)

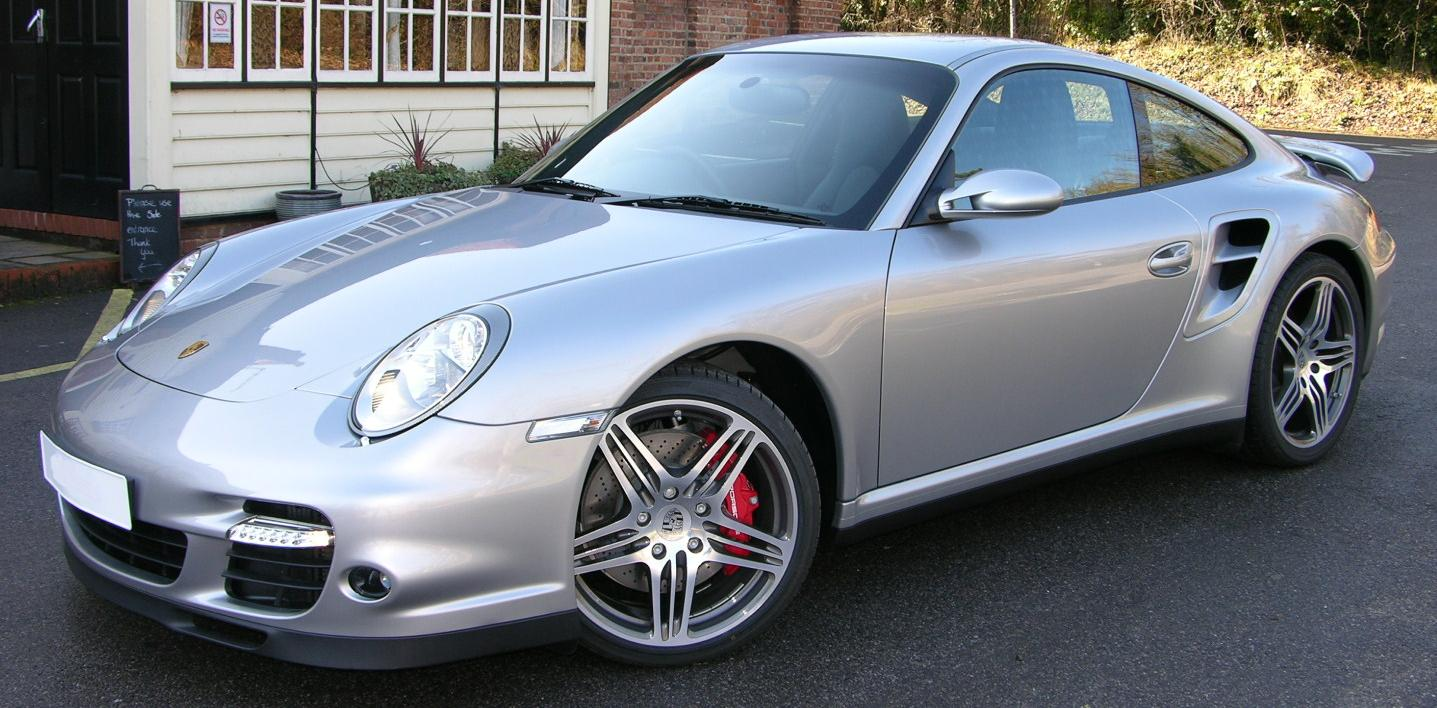
포르쉐 997 터보(전기형) 정측면

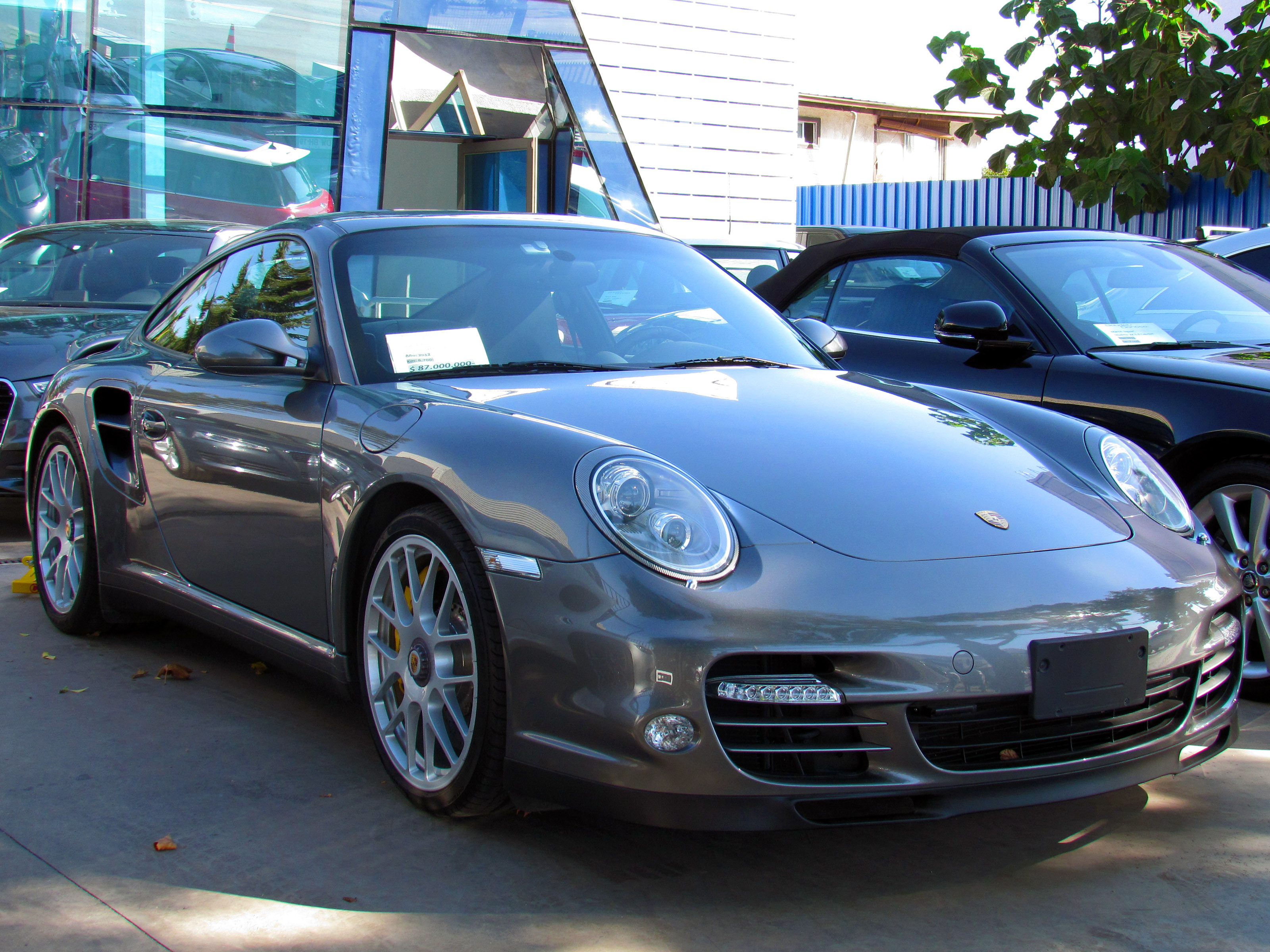
포르쉐 997 터보(후기형) 후측면

2006년에 선보였으며, 가변식 터빈 지오메트리(VTG) 터보차저를 장착하여 최고출력을 480마력까지 끌어올렸다. 여기에 6단 수동변속기와 7단 PDK의 연비 격차도 크게 줄었다.

### 991 시리즈(7세대)

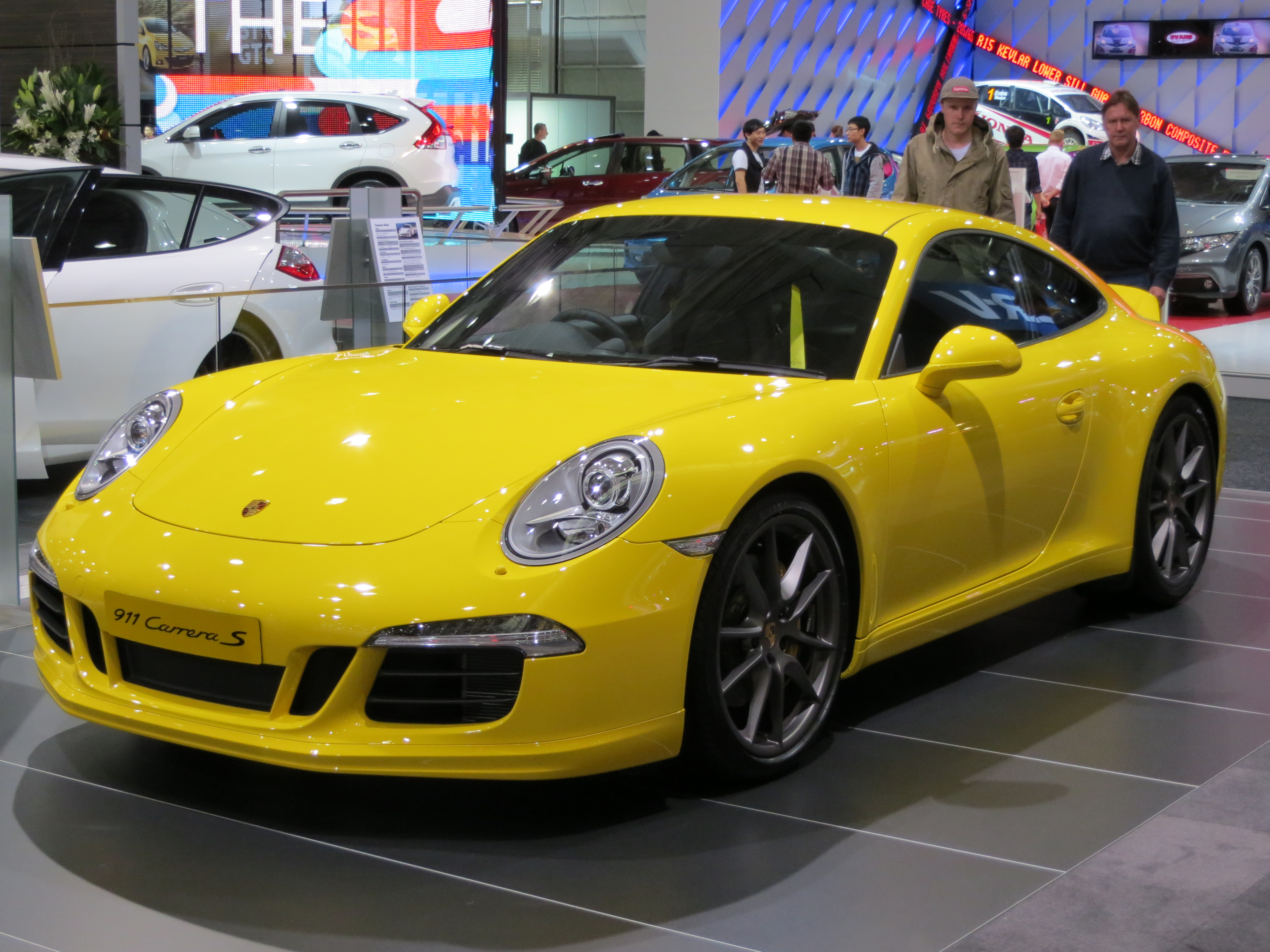
포르쉐 991 카레라 S 쿠페 정측면

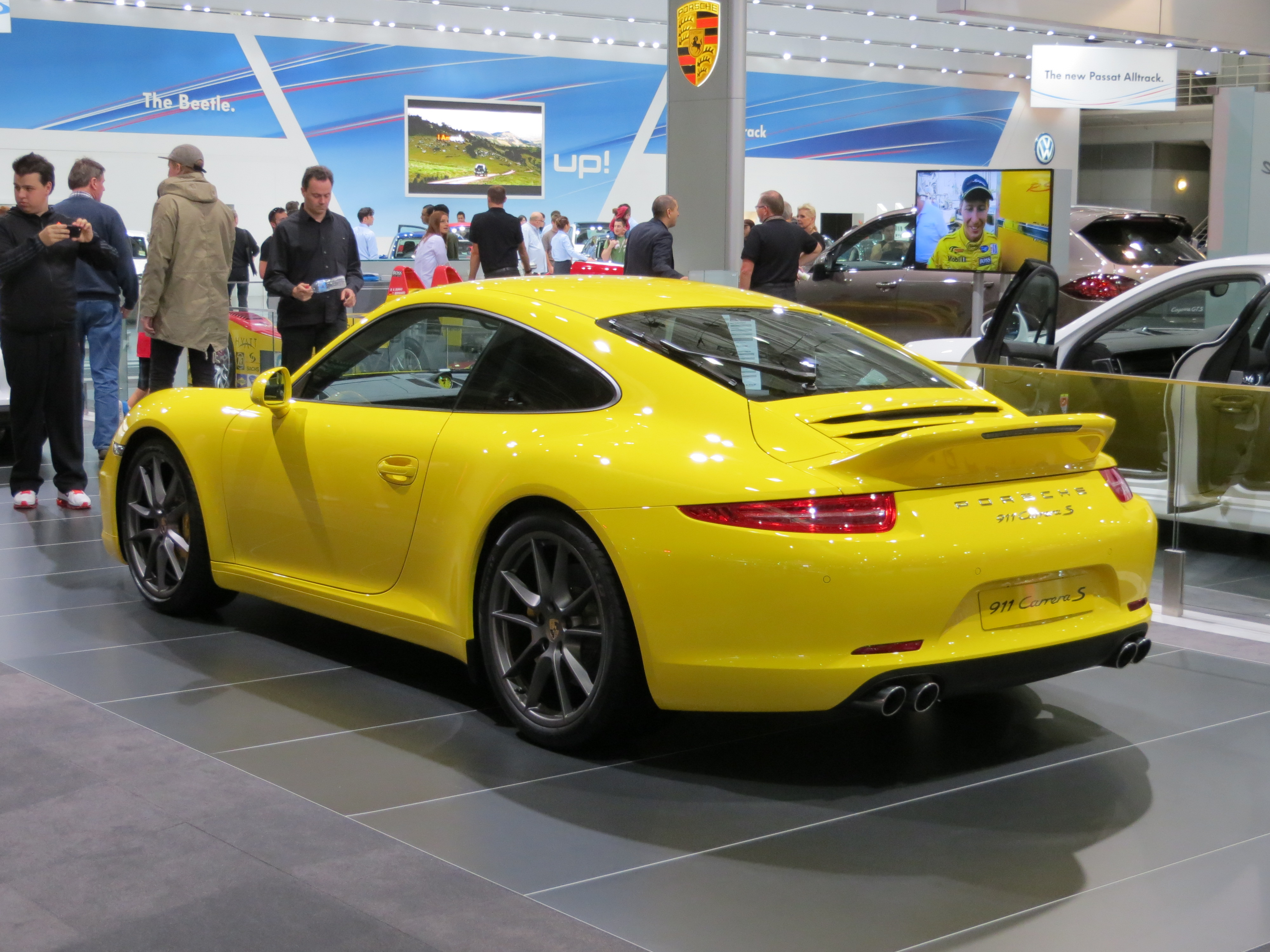
포르쉐 991 카레라 S 쿠페 후측면

2011년에 프랑크푸르트 모터쇼에서 첫 선을 보였으며, 선대 모델인 997의 모습을 탈피하고, 완전히 새로운 플랫폼으로 거듭났다. 카레라에는 수평대향식 3.4리터 350마력 엔진을 장착하여 7단 수동변속기와 7단 PDK 중 하나를 조합할 수 있으며, 카레라 S에는 3.8리터 400마력 엔진을 장착하여 7단 수동변속기와 7단 PDK 중 하나를 조합할 수 있다. 카레라의 제로백은 4.8초, 최고속도는 289km/h이며, 카레라 S의 제로백은 4.5초, 최고속도는 304km/h이다. 2012년에 카브리올레가 발표되었으며, 2013년에 터보와 터보 카브리올레를, 2014년에는 톱 방식의 타르가를, 2015년에는 카레라 GTS 등을 선보이며 라인업을 넓혀나갔다. 대한민국에는 2012년에 스투트가르트 스포츠카와 아우토슈타트를 통해 정식 수입을 시작했으며, 포르쉐 코리아가 출범한 2014년 이후에도 계속 판매 중이다.

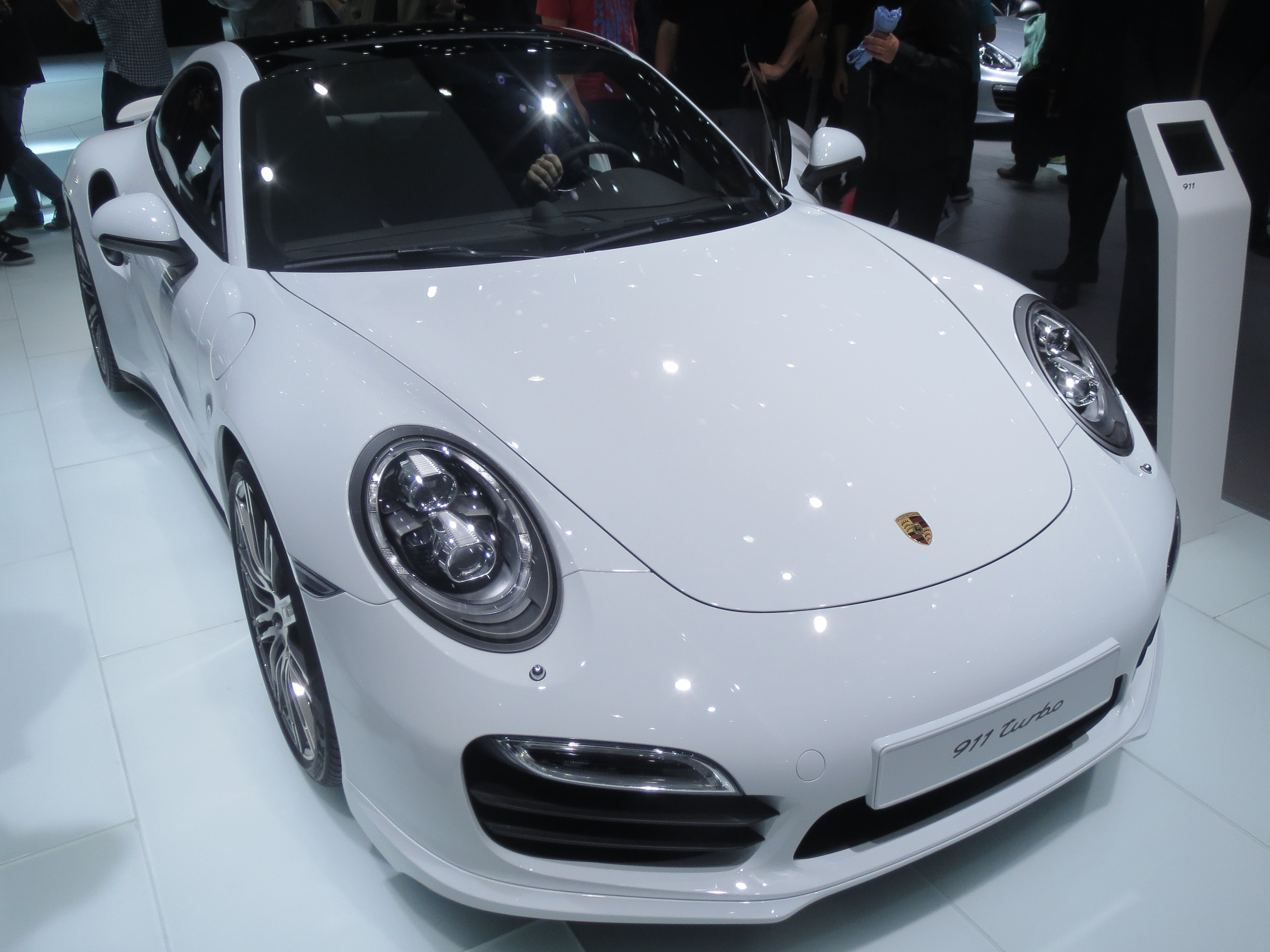
포르쉐 991 터보 정측면
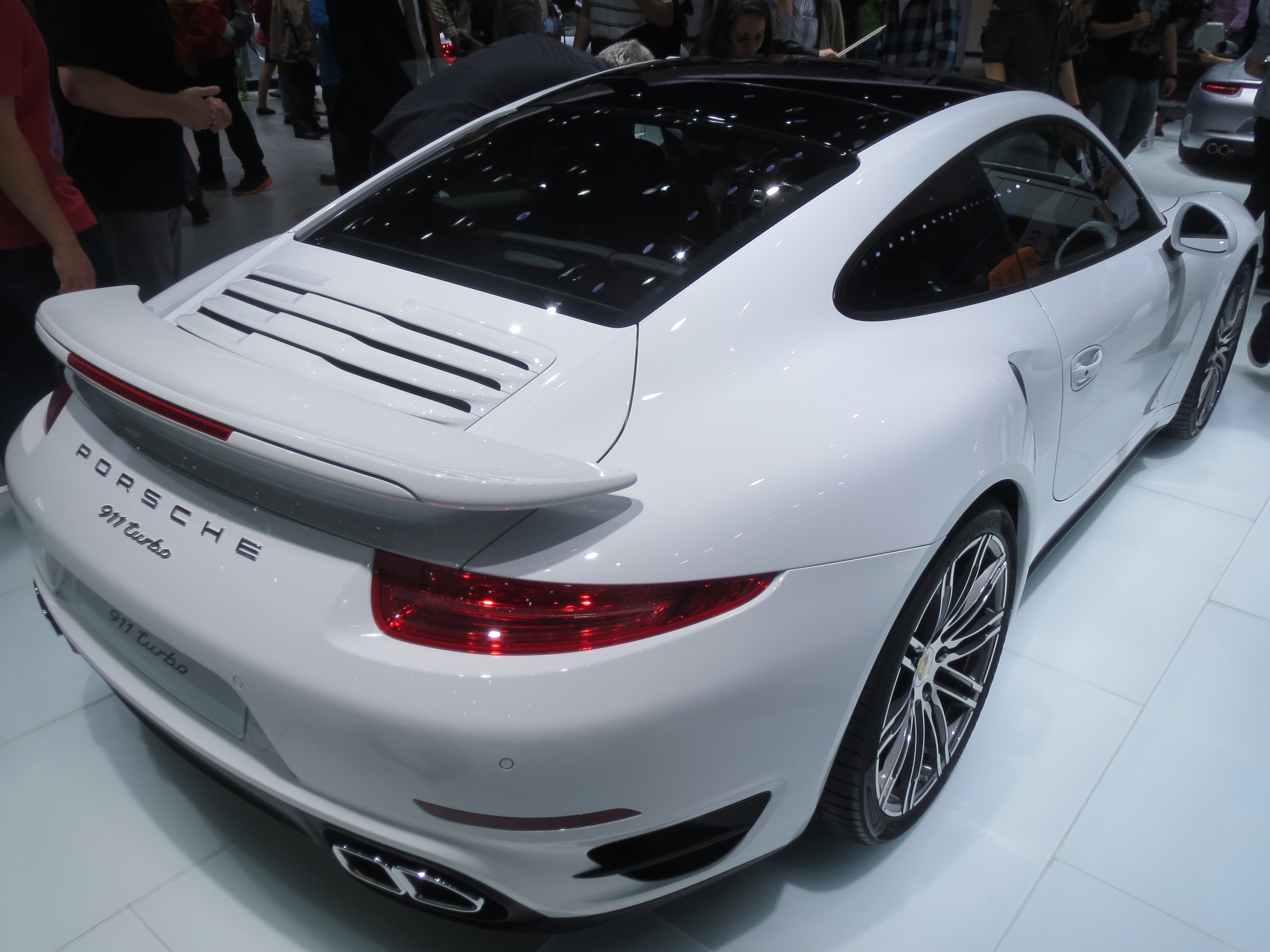
포르쉐 911 터보 후측면
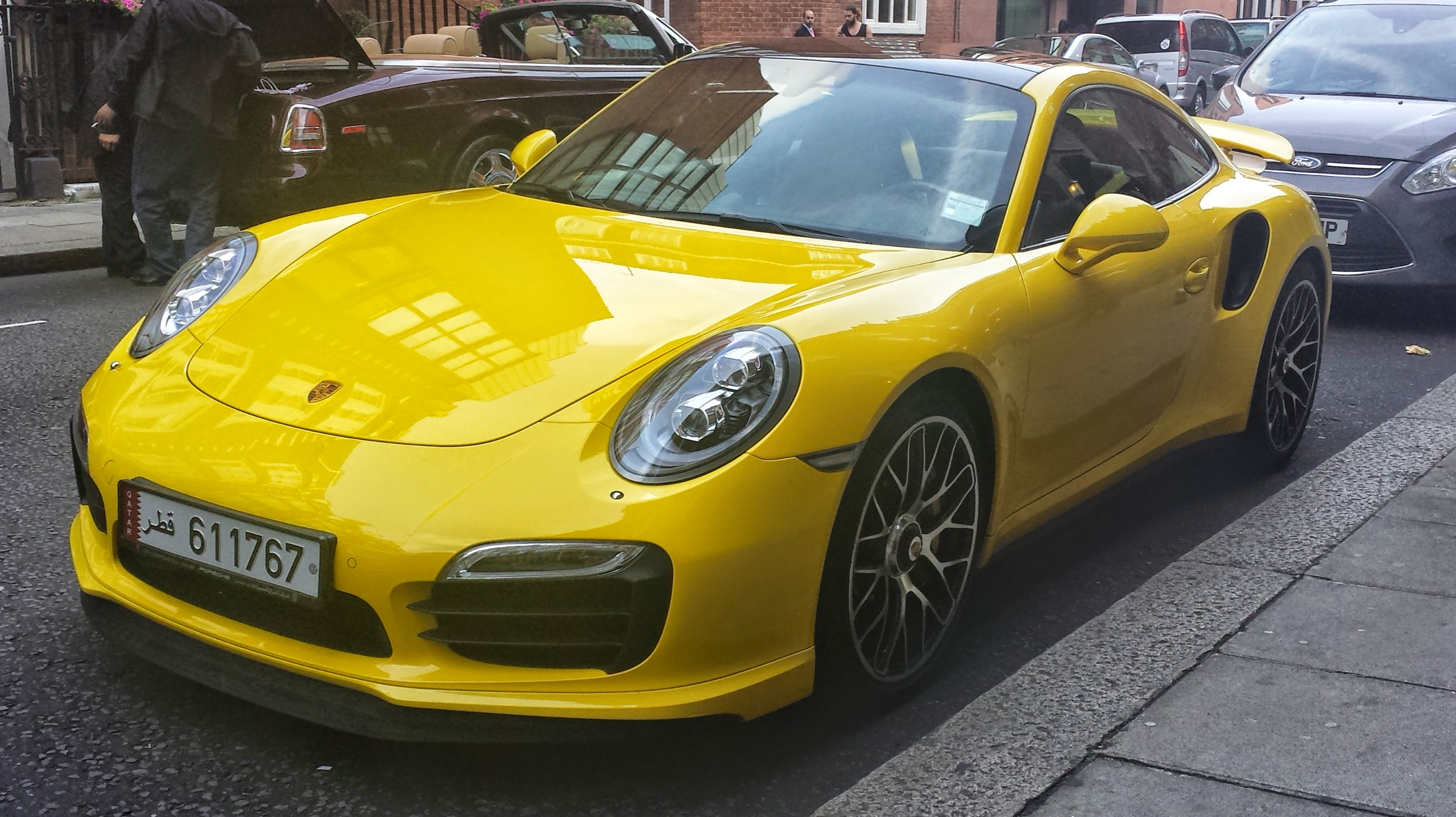
포르쉐 991 터보 S 정측면
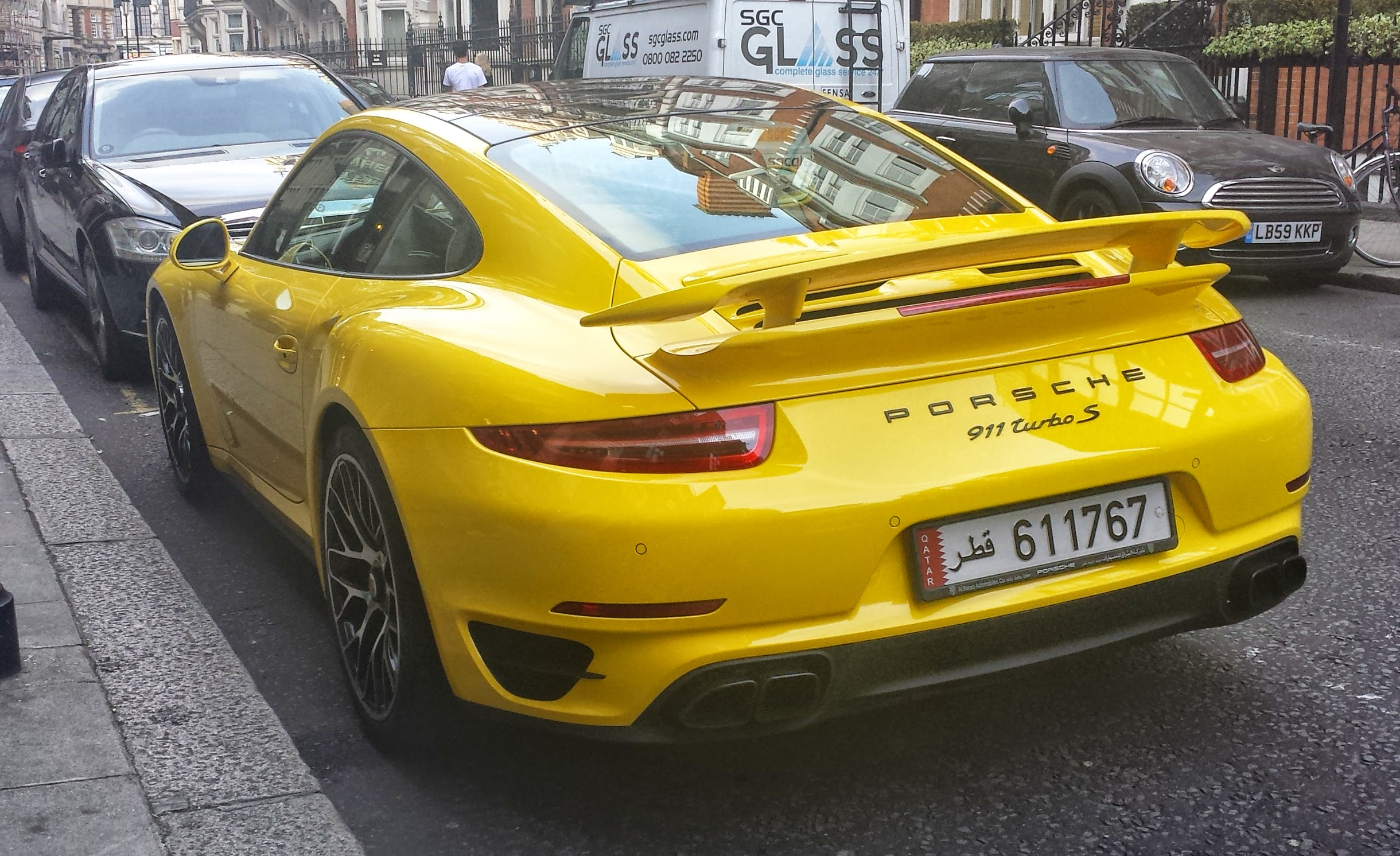
포르쉐 991 터보 S 후측면
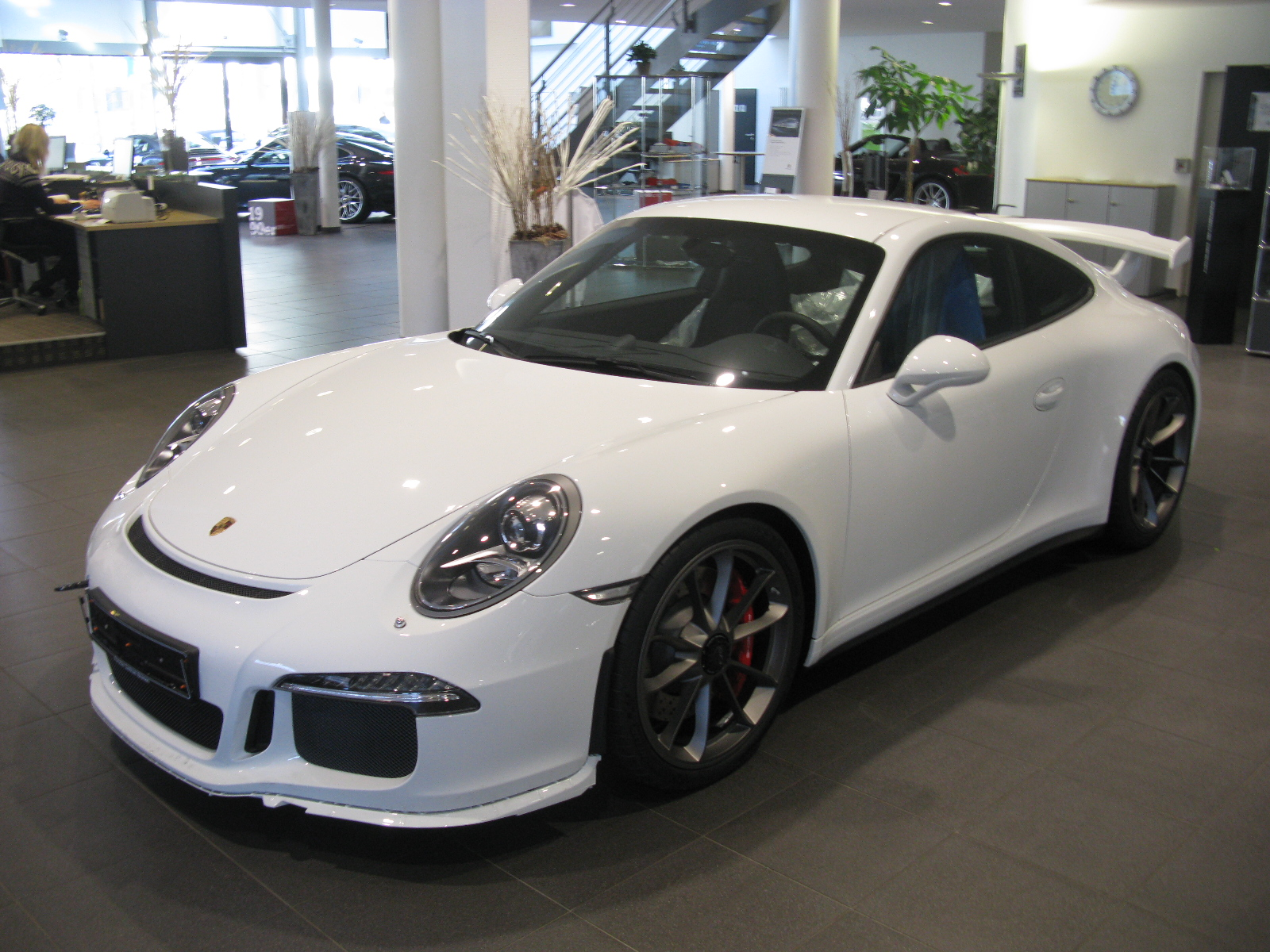
포르쉐 991 GT3 정측면
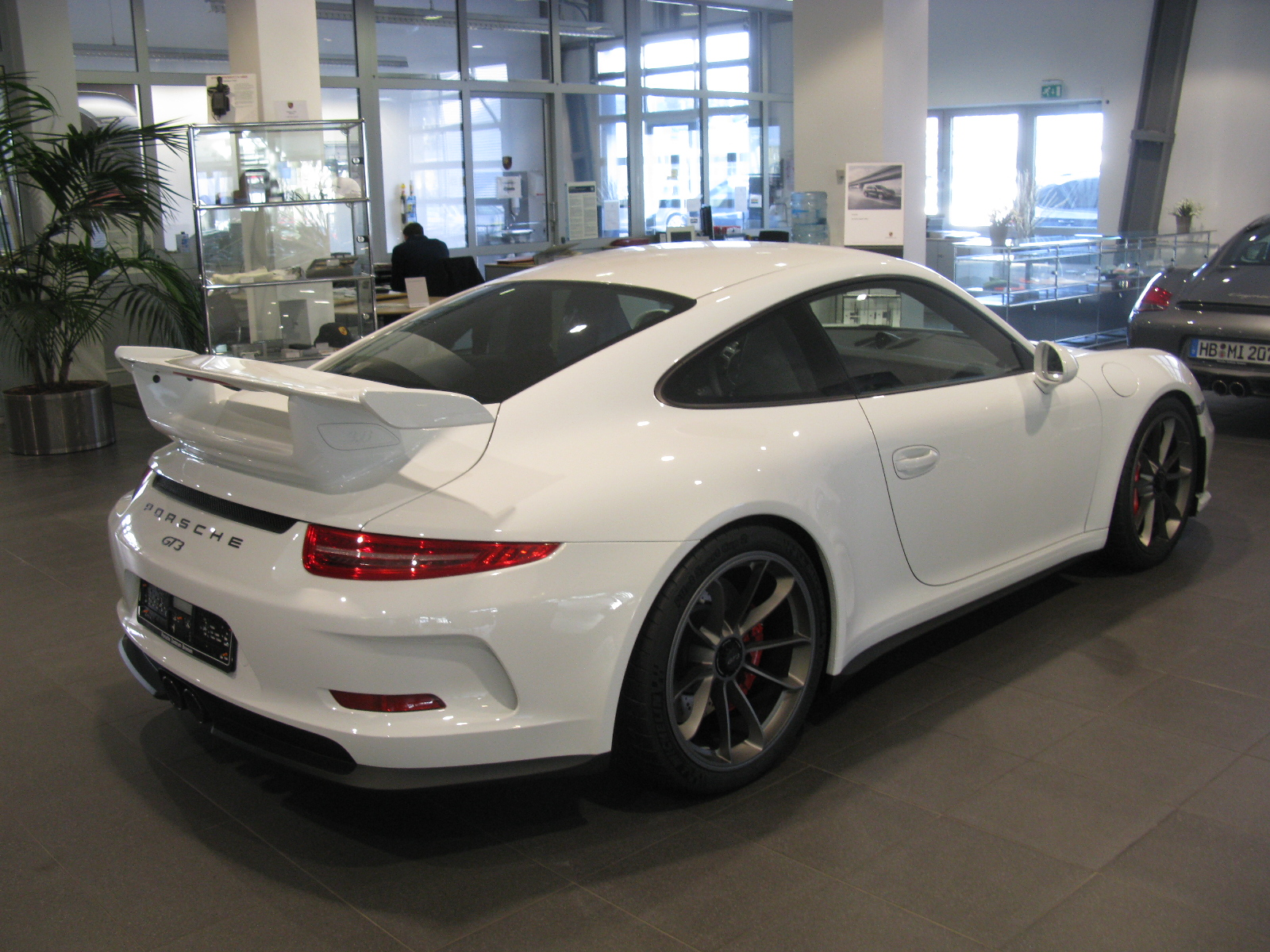
포르쉐 911GT3 후측면

### 992 시리즈(8세대)

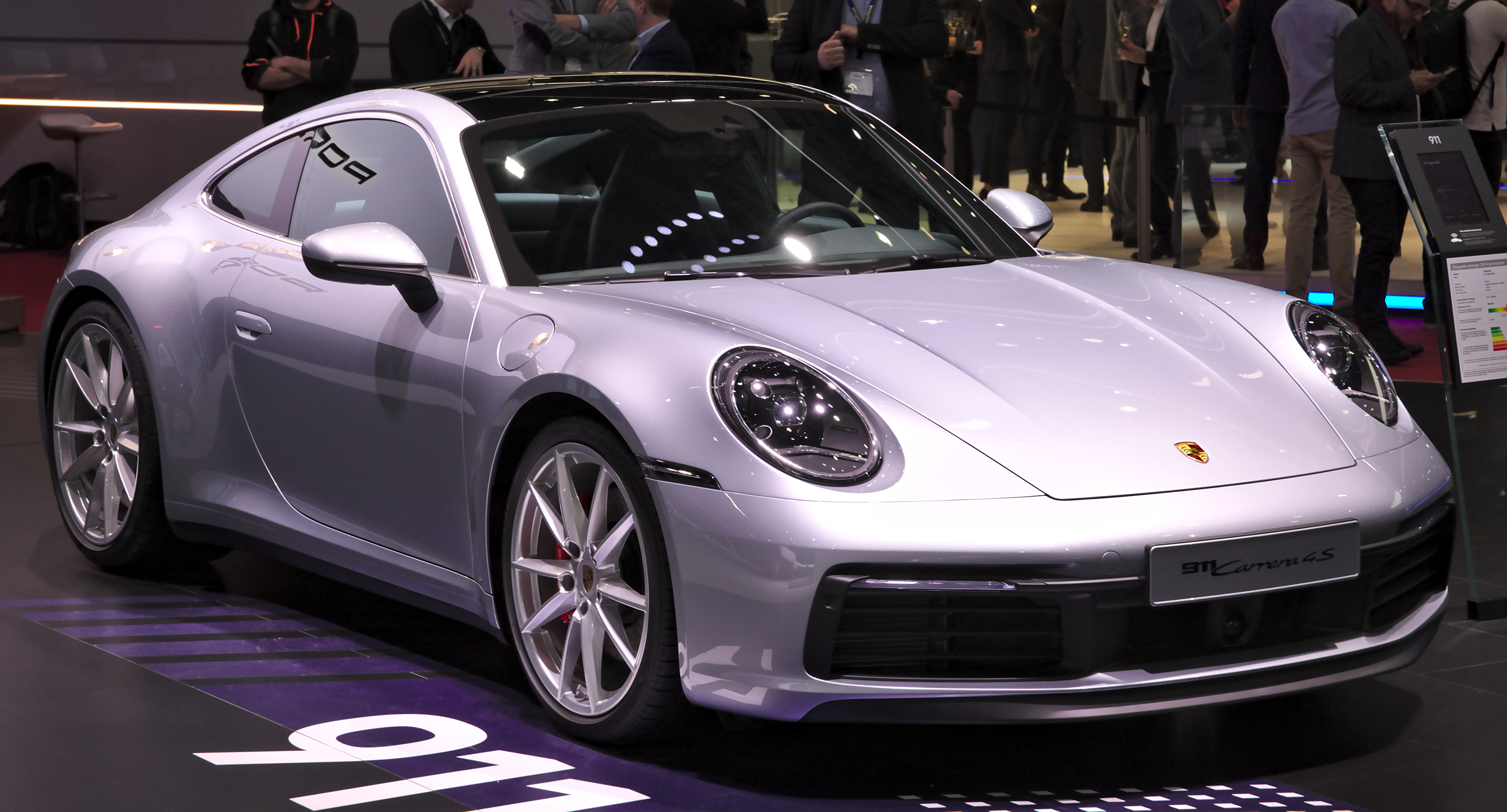

2018년에 LA  모터쇼에서 공개되었다. 8단 PDK 변속기가 장착된다. 수평대향식 엔진은 그대로이지만 효율성이 좋으며 카레라s는 30마력 높아졌다
992 터보
엔진은 911 카레라에 적용된 수평대향식 6기통 엔진을 기반으로 한다. 새롭게 설계된 3.8리터 트윈터보 엔진은 VTG 터보 차저와 피에조 인젝터를 적용해 출력과 응답성을 강화했으며, 차량 공기 흐름을 개선해 냉각 성능도 높였다. 터빈 직경도 55mm로 키워 과급 능력도 향상시켰다.
911 터보 S의 최고출력은 650마력으로, 이전 대비 70마력이나 늘었다. 정지 상태에서 100km/h까지 가속 시간은 2.7초다. 그러나 실제로 제로백을 측정한결과 제로백은 2.53초다.수치만 볼 때, 이는 991 GT2 RS MK2 보다 뛰어난 가속 성능이다. 최고속도는 331km/h다. 포르쉐 카본 세라믹 브레이크(PCCB)는 992Turbo,Turbo S에 기본으로 적용된다.
포르쉐 트랙션 매니지먼트(PTM) 시스템도 보다 강력해졌다. 전륜에 최대 51.0kg.m에 달하는 토크를 전달할 수 있으며, 포르쉐 액티브 서스펜션 매니지먼트(PASM)를 통해 감쇠력과 롤링 현상을 제어한다.
특히나 992카레라S가 1/4마일 드레그 레이스에서 쉐보레 코르벳 C8(콜벳)과 큰차이가 나지 않고 오히려 앞서가는 정도로 놀라운 성능을 보여준다 
포르쉐는 페라리,람보르기니와는 비교가 안될정도로 코너링 성능이 좋다. 포르쉐는 옵션으로 전용 스포츠 샤시와 서스펜션을 넣을 수 있는데 이 옵션을 넣으면 매우 뛰어나고 안정적인 코너링을 느껴볼 수 있다.

## 경쟁 차량
- 메르세데스-벤츠 - 메르세데스-AMG GT
- 마세라티 - 마세라티 그란투리스모
- 아우디 - 아우디 R8
- BMW - BMW i8
- 재규어 - 재규어 F-타입
- 쉐보레 - 쉐보레 콜벳
- 애스턴 마틴 - 애스턴 마틴 밴티지
- 닛산 - 닛산 GT-R
- 맥라렌 오토모티브 - 맥라렌 570S, 맥라렌 600LT